# Elsüllyedt Palota
Az Elsüllyedt Palota vagy Bazilika Ciszterna (törökül: Yerebatan Sarayı vagy Yerebatan Sarnıcı) az egyik legnagyobb a több száz hajdani víztározó közül, melyek ma is ott fekszenek Isztambul alatt. Ez a ciszterna a Hagia Szophia közvetlen szomszédságában, a belváros közepén található. A víztározót I. Justinianus bizánci császár építtette 532-ben.
A 143x54 méteres termet 336 darab 8 méternél is magasabb márvány oszlop tartja, melyek közül két oszlop az ókori görög szörnyeteg, Medusza fején nyugszik. A két kőfej eredete ismeretlen. A legtöbb oszlopot korinthoszi oszlopfő koronázza, ez is alátámasztja azt a feltevést, hogy hajdani épületek elbontásával teremtettek nyersanyagot az Elsüllyedt Palota építéséhez. A Medúsza fejek is rendezetlenül állnak, a ciszterna építői alighanem csupán a kőanyagot látták a valamikori szobrokban, nem a szépségre törekedtek.
A terem falai 4 méter szélesek, és speciális vízálló malterral építették őket. A víz az Isztambultól mintegy 20 km-re északra lévő belgrádi erdőből eredt és folyt be a városba az akvadukton (ókori vízvezetéken) keresztül.
Az Isztambuli Városi Múzeum által végzett 1985-ös helyreállítás után 1987. szeptember 9-én nyitották meg a nagyközönség előtt. Manapság népszerű turistalátványosság.
A ciszterna szerepelt az Oroszországból szeretettel (1963) című James Bond-filmben valamint az Inferno (2016) című filmben is.
- A víztározó oszlopai
- Az egyik Medúsza-fő